# Jielong-1
Die Jielong-1 (chinesisch 捷龙一号, englisch Smart Dragon 1, „Behender Drache 1“), kurz SD-1, ist eine chinesische Trägerrakete. Sie dient zum Start von Kleinsatelliten und absolvierte am 17. August 2019 ihren Erstflug. Die Rakete wird von der Chinesischen Akademie für Trägerraketentechnologie (CALT) gebaut und von deren Tochterfirma Chinarocket vermarktet.

## Entwicklung
Die Entwicklung der Rakete, bei der die Ingenieure zum Teil auf die Technik der Changzheng 11 zurückgreifen konnten, begann im Februar 2018, nur anderthalb Jahre vor dem Erstflug. Dies entsprach etwa einem Viertel der Zeit, die Chinarocket nach eigener Schätzung für die völlige Neuentwicklung einer vergleichbaren Rakete benötigt hätte; die Entwicklungskosten wurden demnach sogar auf ein Sechstel reduziert. Anders als bei den anderen Raketen der CALT wird hier ein großer Teil der Komponenten nicht vom Raketenhersteller selbst gefertigt, sondern von Zulieferern eingekauft, was die Herstellungskosten senkt.

## Aufbau und technische Daten
Die Jielong-1 ist eine vierstufige Rakete mit Feststoffantrieb. Sie ist 19,5 Meter hoch, hat einen Durchmesser von 1,2 Metern und erreicht ein Startgewicht von rund 23 Tonnen. Eine Besonderheit ist die  umgekehrte Anordnung der vierten Stufe, deren Triebwerk beim Start in Flugrichtung zeigt. Die Nutzlast befindet sich dementsprechend zwischen dritter und vierter Stufe. Nach Abtrennen der dritten Stufe und vor der letzten Triebwerkszündung wird die vierte Stufe um 180 Grad gedreht.
Alle Starts der Jielong-1 erfolgen von einer mobilen Vorrichtung, wie sie traditionell vor allem bei militärischen Raketen üblich ist. Dies ermöglicht einen kurzfristigen Einsatz; die Startvorbereitungen sollen nur einen Tag dauern.
Als Nutzlastkapazität gibt der Hersteller 200 kg für sonnensynchrone Umlaufbahnen in 500 km Höhe an. Bei 700 km Höhe sollen bis zu 150 kg Nutzlast möglich sein.

## Startliste
Dies ist eine vollständige Liste der Jielong-1-Starts, Stand 30. April 2025.
| Lfd. Nr. | Datum (UTC)           | Startplatz | Nutzlast 1                           | Art der Nutzlast                                                                                        | Orbit | Anmerkungen                    |
| -------- | --------------------- | ---------- | ------------------------------------ | --- | ----- | ------------------------------ |
| 1        | 17. August 2019 04:11 | Jiuquan    | Qiansheng-1 01 Tianqi-2 Xingshidai-5 | Erdbeobachtungs- und Kommunikationssatellit, 65 kg Internet der Dinge KI-Erdbeobachtungssatellit, 10 kg | SSO   | Erfolg Erstflug der Jielong-1. |